# Slimme vloeistof
Een slimme vloeistof (Engels: smart fluid, de Nederlandse term wordt niet gebruikt) is een vloeistof waarvan de eigenschappen (bijvoorbeeld de viscositeit) kunnen worden gewijzigd door het aanleggen van een elektrisch veld of een magnetisch veld.
De meest ontwikkelde slimme vloeistoffen van vandaag zijn vloeistoffen, waarvan de viscositeit toeneemt wanneer een magnetisch veld wordt aangelegd. Kleine magnetische dipolen zijn gesuspendeerd in een niet-magnetische vloeistof, en het aangelegde magnetische veld zorgt ervoor dat deze kleine magneten op één lijn komen te staan en snaren vormen, die de viscositeit verhogen. Deze magnetorheologische vloeistoffen (of MR-vloeistoffen) worden gebruikt in de wielophanging van het model uit 2002 van de Cadillac Seville STS-auto en meer recentelijk in de ophanging van de Audi TT van de tweede generatie. Afhankelijk van de wegomstandigheden wordt de viscositeit van de dempingsvloeistof aangepast. Dit is duurder dan traditionele systemen, maar geeft wel een betere (snellere) controle. Soortgelijke systemen worden onderzocht om trillingen in wasmachines, airconditioningcompressoren, raketten en satellieten te verminderen. Er is zo'n schokdempersysteem geïnstalleerd in het Miraikan in Tokio als aardbevingsschokdemper.
Sommige haptische toestellen waarvan de weerstand tegen aanraking kan worden bestuurd, zijn ook gebaseerd op deze MR-vloeistoffen.
Een ander belangrijk type slimme vloeistof zijn elektrorheologische of ER-vloeistoffen, waarvan de weerstand tegen stroming snel en dramatisch kan worden veranderd door een aangelegd elektrisch veld (het vloeispanningspunt wordt gewijzigd in plaats van de viscositeit). Naast snelwerkende koppelingen, remmen, schokdempers en hydraulische kleppen zijn voor deze vloeistoffen ook andere, meer esoterische toepassingen voorgesteld, zoals kogelvrije vesten.
Andere slimme vloeistoffen veranderen hun oppervlaktespanning in de aanwezigheid van een elektrisch veld. Dit is gebruikt om zeer kleine bestuurbare lenzen te produceren: een druppel van deze vloeistof, opgevangen in een kleine cilinder en omgeven door olie, dient als een lens, waarvan de vorm kan worden veranderd door het aanleggen van een elektrisch veld.